# James Keach
James Keach (Savannah, 7 dicembre 1947) è un attore, regista, produttore cinematografico e produttore televisivo statunitense.

## Biografia
Fratello dell'attore Stacy Keach, ha recitato insieme a lui, rispettivamente nella parte dei fratelli Jesse James e Frank James nel film di Walter Hill I cavalieri dalle lunghe ombre; è stato sposato con Holly Collins, sorella della cantante Judy Collins, dalla quale ha avuto un figlio; successivamente, dal 1993 al 2013, è stato sposato con l'attrice britannica Jane Seymour, dalla quale ha avuto due figli.

## Filmografia parziale

### Attore

#### Cinema
- Cannonball, regia di Paul Bartel (1976)
- Arriva un cavaliere libero e selvaggio (Comes a Horseman), regia di Alan Pakula (1978)
- FM, regia di John A. Alonzo (1978)
- I cavalieri dalle lunghe ombre (The Long Riders), regia di Walter Hill (1980)
- La leggenda del ranger solitario (The Legend of the Lone Ranger), regia di William A. Fraker (1981)  (voce narrante)
- National Lampoon's Vacation, regia di Harold Ramis (1983)
- Passione fatale (Love Letters), regia di Amy Holden Jones (1983)
- Il filo del rasoio (The Razor's Edge), regia di John Byrum (1984)
- Una bionda per i Wildcats (Wildcats), regia di Michael Ritchie (1986)
- Gli esperti americani (The Experts), regia di Dave Thomas (1989)
- Quando l'amore brucia l'anima - Walk the Line (Walk the Line), regia di James Mangold (2005)

#### Televisione
- Ray Donovan - serie TV, 4 episodi (2017)

### Produttore
- I cavalieri dalle lunghe ombre (The Long Riders), regia di Walter Hill (1980)
- Gli esperti americani (The Experts), regia di Dave Thomas (1989)

### Regista

#### Cinema
- Enslavement: The True Story of Fanny Kemble (2000)

#### Televisione
- Hull High – serie TV, episodi 1x7 (1990)

#### Documentari
- Glen Campbell: I'll Be Me  (2014)

## Doppiatori italiani
Nelle versioni in italiano delle opere in cui ha recitato, James Keach è stato doppiato da:
- Carlo Sabatini ne I cavalieri dalle lunghe ombre
- Oreste Rizzini in National Lampoon's Vacation
- Antonio Sanna ne Il filo del rasoio
- Gino La Monica in Una bionda per i Wildcats
- Alessandro Rossi ne Gli esperti americani
- Roberto Stocchi in Ray Donovan